# Szigeti József (hegedűművész)
Szigeti József, született Faktor József (Budapest, 1892. szeptember 5. – Luzern, 1973. február 20.), világhírű hegedűművész. Nevét 1902-ben, testvérével egy időben változtatta Szigetire. Zenész családban született, gyermekkorát egy erdélyi kisvárosban töltötte. Hamar kiderült, hogy tehetsége van a hegedűhöz, így édesapjával Budapestre költöztek, ahol Hubay Jenő tanítványa lett a Zeneakadémián. 13 éves korában kezdett hangversenyezni, 1905-ben Berlinben és Drezdában, 1906-ban Londonban nagy sikert aratott szereplésével. Genfben, Párizsban, Londonban és az Egyesült Államokban is élt. Egyike volt az első nemzetközi hírű művészeknek, akik az 1920-as években a Szovjetunióban koncerteztek. Klasszikus és főleg modern művek (Bartók; Ravel; Stravinsky; Prokofjev) egyik legismertebb interpretátora volt. 1960-ban abbahagyta a hangversenyezést. 1973-as haláláig tanítással és írással foglalta el magát.

## Életrajz

### Gyermekkora

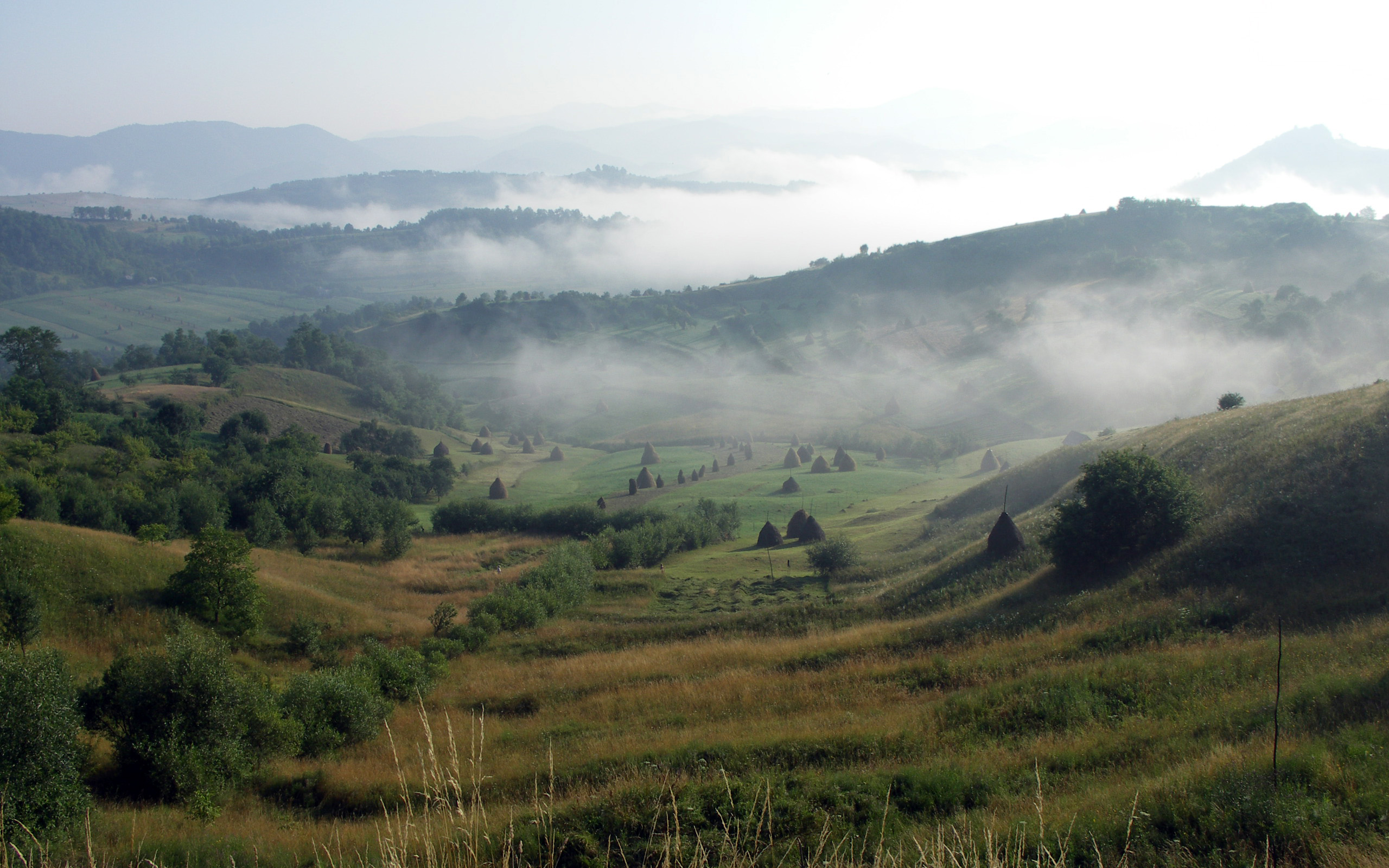
Kép Máramaros megyéről, Szigeti itt töltötte gyermekkorát.

Szigeti zsidó családban született. 3 éves volt mikor édesanyja, Faktor Divora meghalt. Ekkor nagyszüleihez költözött Máramarosszigetre. Zenész családban nőtt fel. Gyermekkorában rendszeresek voltak a zenei foglalkozások. Mivel zongorára nem tellett a családnak, ezért természetes volt, hogy hegedűn kezdjen el játszani, mint a családból már többen is. Minden hallott dallamot akár egy terccel vagy szexttel magasabban visszaénekelt. Ez abszolút hallásra és kétségtelen zenei hajlamra vallott. Zeneóráit Bernát nagybátyjánál kezdte Máramarosszigeten.
A hegedűórák alapszinten zajlottak. Hamar kiderült, hogy tehetsége van a hegedüléshez, ezért édesapjával és fivérével, Áronnal, Budapestre költözött. Megérkezésük után édesapja egy magánkonzervatóriumba iratta ahol egy tehetségtelen oktató kezébe került aki egyben az operaházi zenekar obskúrus tagja volt. Rövidesen azonban bemutatkozott a Zeneakadémián, hogy felvételt nyerhessen a hegedű tanszak valamelyik előkelő osztályában. A felvételi vizsga sikeres volt. A bíráló bizottság elnöke Hubay Jenő úgy döntött, hogy saját osztályába veszi fel.
Hubay Joachim József tanítványa volt Berlinben, és miután befejezte tanulmányait, visszatért Magyarországra, és tanítani kezdett. Szigeti olyan neves művészekkel tanult együtt Hubay osztályában mint Vecsey Ferenc, Telmányi Emil, Arányi Jelly és Geyer Stefi.
Az Zeneakadémián nagyon gyorsan fejlődött mestere kezei alatt. Többször adott nyilvános hangversenyeket. 1905-ben Nagykanizsán állt színpadra. Az akkori újságok így számoltak be az eseményről: 
| „               | A „Kaszinó” hangversenyterme m. hó 25-én ismét nagyon népes volt. A keresk. ifjak önképző körének hivására eljött hozzánk Szigeti József, a 11 éves hegedűművész Vécsey Ferenc méltó vetélytársa. A zenebarátok nem csalódtak várakozásukban, mert Szigeti Józsika azt teljesen kielégítette. A csodagyermekek megjelenésétől mi mindig valami rendkívüli hatást várunk, de Szigeti Józsika nem csodagyermek, csak rendkívül rokonszenves szép fiucska, tengermély kék szemekkel és szőke hajjal. Tehetsége azonban korához képest tüneményes. Nehézségek ő reá nézve nem léteznek. Duplafogások, üveghangok, szédítő gyors variációk oly könnyedséggel pattannak ki a hurjából, mintha az ilyen mesterséget tanulni sem kellene. Hogy az ő ifju lelkéhez közelálló zenedarabokat mély érzéssel is tud játszani és nemcsak tökéletes technikával, azt megmutatta a Souvenir de Moscou című zeneszám előadásával. Óriási hatást ért el mesterének, Hubay Jenőnek csárdajeleneteivel. Ezek a dallamok a közönségnek jó ismerősei, a szédítő technikát és a szép előadást annál jobban tudja megbirálni, mennél jobban ismeri az előadott darabot. A fiatal művészt Blumenschein Vilmosné kísérte a zongorán, és ezt oly zenei intelligenciával és annyira kedvére tette a kis művésznek, hogy ez minden szám után nyilt szinen kezet csókolt neki. Nem kell említenünk, hogy Szigeti Józsit a közönség tüntető tapsokban részesítette. | ” |
| – Zalai Közlöny | |   |

13 évesen, 1905-ben mutatkozott be Berlinben. Műsorában szerepelt Bach Chaconne-ja, Ernst fisz-moll versenye és Paganini Boszorkánytánca. A csodálatos előadást a Berliner Tageblatt című lap vasárnapi számának fényképes mellékletében említik meg a következő felirattal a kép alatt: „Szigeti József - egy zenei csodagyerek”.
- Bach-PreludioAz ifjú Szigeti. A felvétel 1908-ban készült.

Nem tudod lejátszani a fájlt?

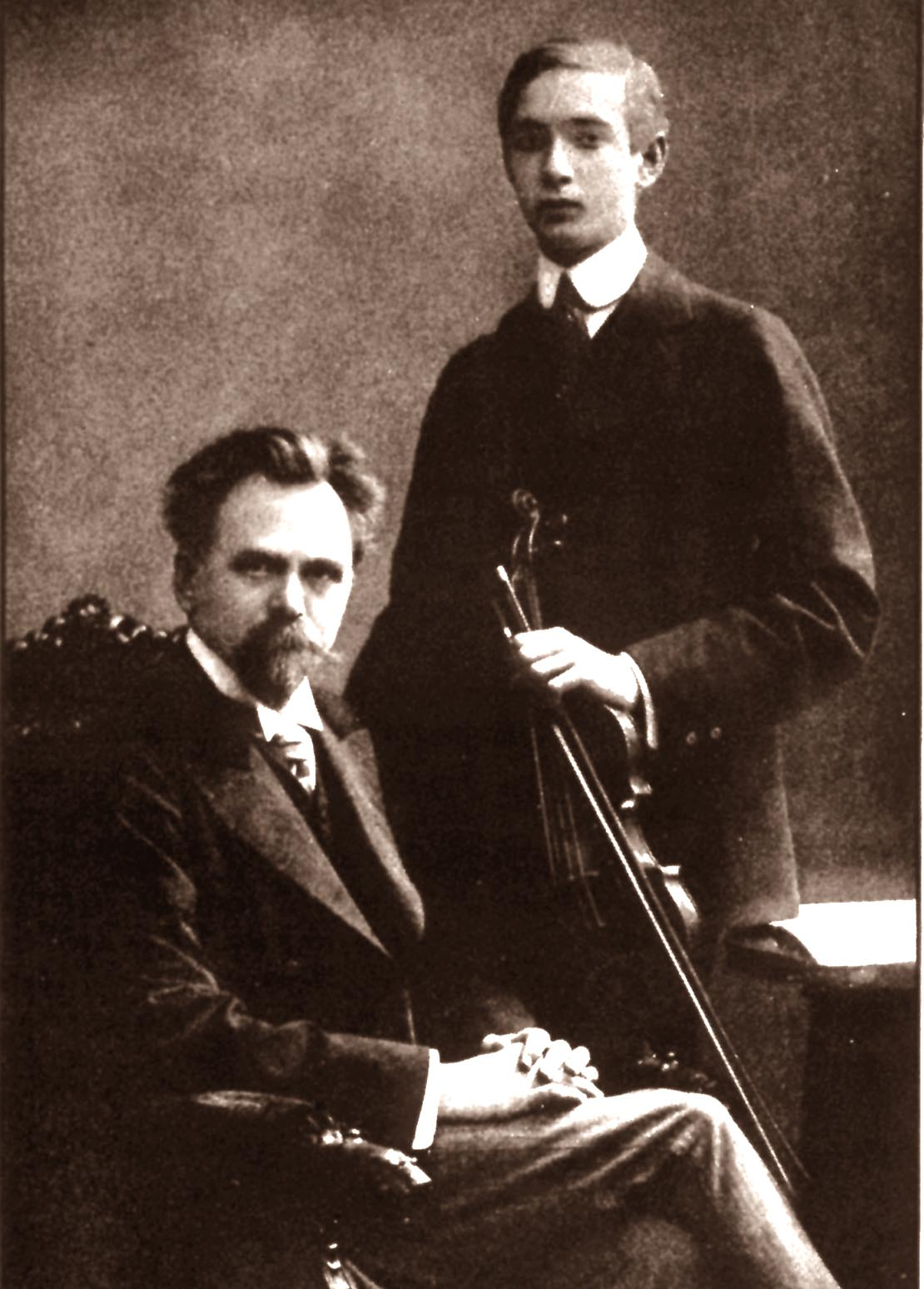
Szigeti és Hubay kb. 1910-ben

Egy évvel később 1906-ban az egyik előadása után próbaszerződést ajánlottak neki egy frankfurti cirkusz és varietészínházba, ahol Szulagi álnévvel lépett fel. Még ugyanebben az évben Hubay elvitte Szigetit Berlinbe, hogy játsszon Joachim Józsefnek. Joachimot lenyűgözte a fiú teljesítménye, és javasolta neki, hogy vele fejezze be tanulmányait. Ezt elsősorban mesterére nézve elutasította.

### Szélesebb látókör
Joachimmal való találkozása után Szigeti rövidesen Angliába utazott, hogy ott is megmutathassa tehetségét. Egy véletlen szerencsének köszönhetően megismerkedett egy zenekedvelő házaspárral, akik meghívták őt Surrey legszebb táján fekvő otthonukba, mondván lakjon ott addig amíg kedve tartja.
Angliában számos sikeres koncertet adott. Szintén ebben az időszakban Szigeti csatlakozott egy neves zenészekből álló turnéhoz, olyan emberekkel játszott együtt, mint a legendás énekes Nellie Melba, a zongoraművész Ferruccio Busoni és Wilhelm Backhaus. Philippe Gaubert híres francia fuvolás és a fiatal John McCormack tenorista is jelen vannak a turnén.
Legnagyobb hatással Busoni volt rá. A nagy zeneszerző és zongorista lett Szigeti mentora, aki hatalmas távlatokat nyitott meg számára. Mint mondta, a Busonival eltöltött hetek „egyszer s mindenkorra felráztak ifjonti tunyaságomból.”

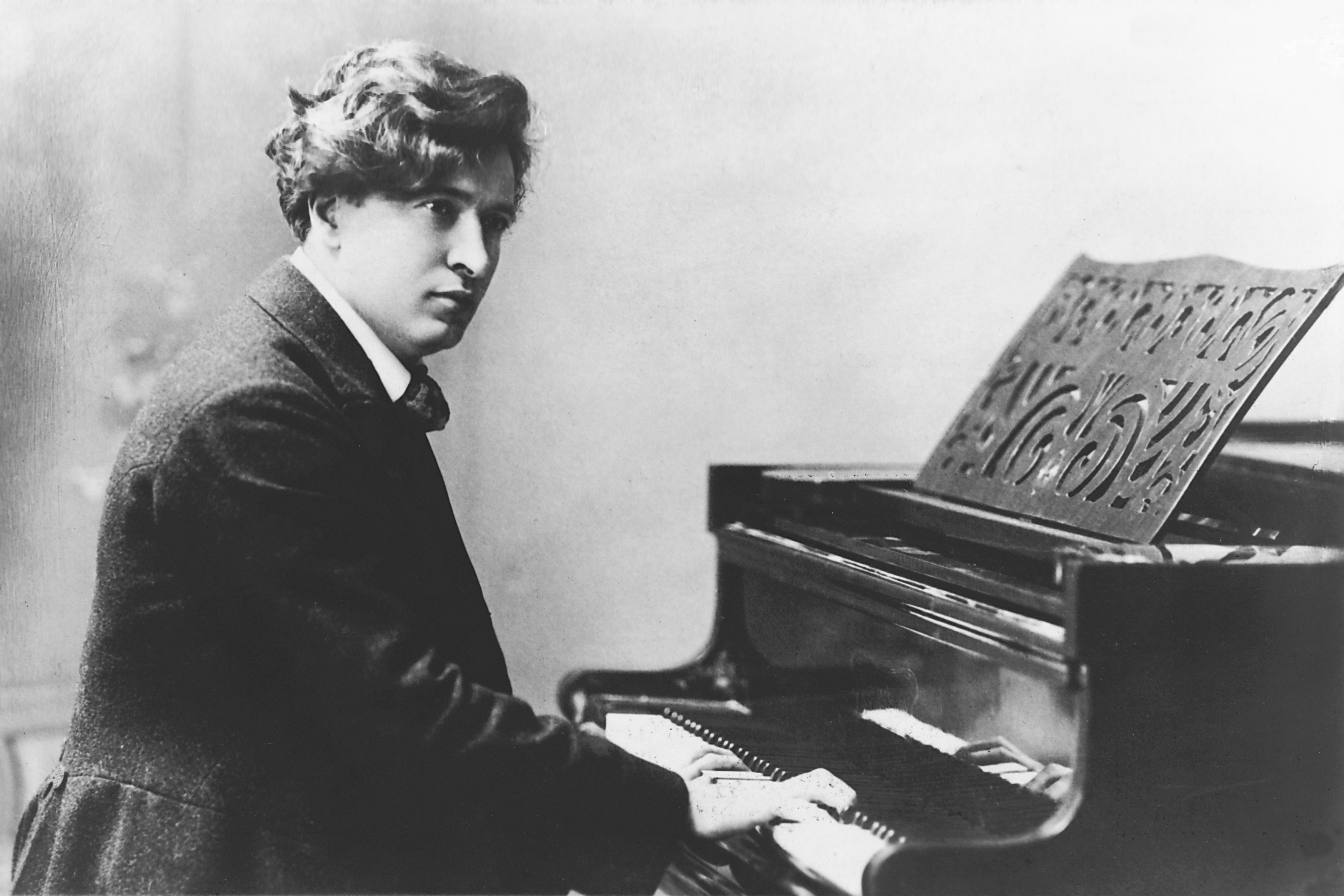
Szigeti mentora, Ferruccio Busoni

### Betegsége és az újrakezdés
1913-ban Szigetinél gümőkórt diagnosztizáltak és a svájci Davosban található szanatóriumba küldték kezelésre. Ekkor félbeszakadt zenei karrierje. Szanatóriumi tartózkodása alatt találkozik Bartók Bélával aki szintén ott gyógyul, tüdőgyulladással kezelik. A két férfi már futólag ismerte egymást, mivel a konzervatóriumi nap alkalmával már találkoztak. Barátságuk egészen 1945-ig, Bartók haláláig tartott. Közvetlenül az I. világháború után Genfben telepedett le, ahol 1917-től a konzervatórium művészképzőjét vezette. Szigeti elismerte, hogy a genfi konzervatóriumban töltött évek nem egészen elégítették ki vágyait, néha frusztrálta, hogy csak közepes tanítványai voltak. Szigeti a tanítás során zenei téren sok hiányosságot pótolt, és lassan eltűntek azok a fehér foltok, melyek minden virtuóznál megtalálhatók. Megismerkedett Wanda Ostrowskával, a fiatal orosz származású nővel, aki az 1917-es oroszországi forradalmak következtében hontalanná vált. 1919-ben házasodtak össze.

### Amerikai debütálás
Szigeti 1925-ben találkozott Leopold Stokowskival Zürichben a Baur au Lac szállodában Amerikába utazása előtt. Eljátszotta neki Bach Chaconne-ját. Az előadás után Stokowski ezt mondta Szigetinek:
„Jövő szerdán utazom s amint megérkezem, beszélek a menedzseremmel magáról. Mintegy tíz-tizenkét nap múlva várhatja sürgönyét.”
- Brahms: D-dúr hegedűversenyHalle Zenekar; Vezényel: Hamilton Harty. A felvétel 1928-ban készült.

Nem tudod lejátszani a fájlt?
Két héttel később megérkezett Stokowski menedzserétől, Philadelphiából a távirat, melyben meghívták a Philadelphiai zenekarba. Itt történt meg amerikai debütálása. Szigeti Amerikába érkezése után nagyon sok új tapasztalatot szerzett, hiszen még sohasem játszott amerikai zenekarok előtt. Egy megbeszélés folyamán mély bepillantást nyert az úri közönség zenei lelkivilágába; szinte szakadék tárult fel előtte. A menedzserek és ügynökök meghatározták, hogy milyen programmal álljon a közönség elé. Szinte lámpalázas lett, nem volt egyáltalán felkészülve ezekre a darabokra. Szigeti előnyben részesítette azokat a műveket, melyeket még gyermekkorában Hubay osztályában játszott.

## Családi élet
Szigeti még mikor Genfben tanított, megismerkedett egy orosz származású nővel, Wanda Ostrowskával. Felesége 1914-ben érkezett Genfbe nővérével, ahol egy leányinternátusban éltek. 1919-ben határozták el, hogy összeházasodnak. Menyasszonyával az Osztrák–Magyar Monarchia főkonzuljához, Montlong báróhoz fordultak a szükséges iratokért. Mivel menyasszonya az orosz forradalom miatt hírt nem kaphatott hazulról, kénytelenek voltak szülői beleegyezés nélkül házasságot kötni. Az oroszországi házassági engedély megszerzésében szintén Montlong báró segítette őket. A báró e szavakat mondta az ifjú párnak:
„Csak tudnám, hogy mi módon adhatnám meg maguknak a házassági engedélyt. Nos, majd meglátjuk. Kérem ne ragaszkodjék a törvény rideg szövegéhez. Ha egy mód van rá, nem szeretnék e két fiatal ember boldogságának útjában állni. Háborúban lábbal tiporják a törvényeket. Miért ne kerülnénk meg ez egyszer mi is a törvényt egy jó ügy érdekében.”

Röviddel később megtartották az esküvőt. Az esküvő után, hogy a megélhetésük könnyebb legyen, Szigeti koncertezni kezdett európai fővárosokban. 

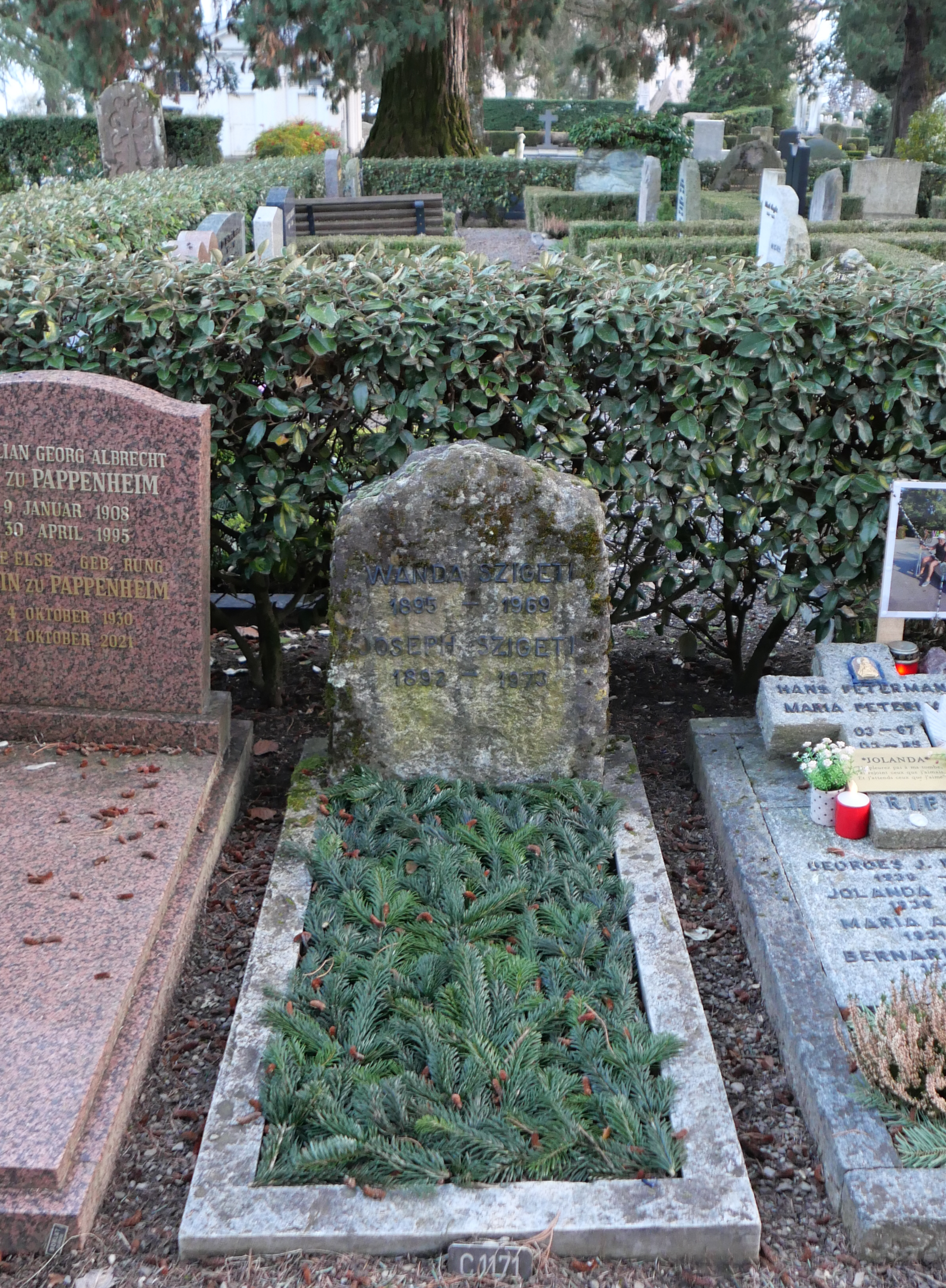
A sír 2024.

1920-ban született meg lánya, Irene. Szigeti ekkor tért vissza Berlinből Genfbe, a Kapp puccs idején.
1940-ben költözött feleségével az Egyesült Államokba, Kaliforniába. Lányuk Irene, Genfben maradt, férjhez ment Nikita Magalovhoz (1912-1992), aki zongoraművész volt. 
Egészen 1960-ig a Szigeti házaspár Kaliforniában élt, majd visszaköltöztek Genfbe. A Genfi-tó partján éltek tovább. Wanda 1969-ben halt meg, Szigeti négy évvel később követte őt. 
Szigeti felesége, Wanda mellett talált végső nyughelyére a Clarens-Montreux-i temetőben. A sírtól alig néhány méterre van eltemetve lányuk Irene (1920-2005) és vejük, Nikita Magalovhoz, a grúz-orosz származású világhírű zongoraművész.